# Guany (electrònica)

Gràfic del voltatge d'entrada (blau) i voltatge de sortida (vermell) d'un amplificador lineal ideal amb un guany de voltatge de 3 amb un senyal d'entrada arbitrari. En qualsevol moment el voltatge de sortida és tres vegades el voltatge d'entrada.

El guany, en electrònica, és una mesura de la capacitat d'un circuit de dos ports (sovint un amplificador) per augmentar la potència o l'amplitud d'un senyal des de l'entrada al port de sortida afegint energia convertida d'alguna font d'alimentació al senyal. Normalment, es defineix com la relació mitjana de l'amplitud o potència del senyal al port de sortida a l'amplitud o potència al port d'entrada. Sovint s'expressa utilitzant les unitats de decibels logarítmics (dB) ("guany dB"). Un guany superior a un (superior a zero dB), és a dir, l'amplificació, és la propietat definidora d'un component o circuit actiu, mentre que un circuit passiu tindrà un guany inferior a un. Si el guany és menor de la unitat s'anomena atenuació.
Només el terme guany és ambigu i pot referir-se a la relació entre la tensió de sortida i l'entrada (gain de tensió), el corrent (guany de corrent) o l'energia elèctrica (guany de potència). En el camp dels amplificadors d'àudio i en general, especialment els amplificadors operacionals, el terme sol referir-se al guany de tensió, però en els amplificadors de radiofreqüència sol referir-se al guany de potència. A més, el terme guany també s'aplica en sistemes com sensors on l'entrada i la sortida tenen unitats diferents; en aquests casos s'han d'especificar les unitats de guany, com en "5 microvolts per fotó" per a la resposta d'un fotosensor. El "guany" d'un transistor bipolar normalment es refereix a la relació de transferència de corrent directe, ja sigui h FE ("beta", la relació estàtica de I c dividida per I b en algun punt de funcionament), o de vegades h fe (el corrent de petit senyal guany, el pendent de la gràfica de I c enfront de I b en un punt).
El guany d'un dispositiu electrònic o circuit generalment varia amb la freqüència del senyal aplicat. Llevat que s'indiqui el contrari, el terme es refereix al guany per a les freqüències de la banda de pas, el rang de freqüències de funcionament previst de l'equip. El terme guany té un significat diferent en el disseny de l'antena⁣; el guany de l'antena és la relació entre la intensitat de la radiació d'una antena direccional a {\displaystyle P_{\text{in}}/4\pi } (intensitat de radiació mitjana d'una antena sense pèrdues).
Com el decibel sempre expressa una comparació entre dues magnituds, es fa esment al tipus de decibel.
- {\displaystyle dB_{SPL}}: Es refereix al nivell de pressió sonora en volum.
- {\displaystyle dB_{W}}: La W indica que el decibel es refereix al watt.
- {\displaystyle dB_{m}}: Ús de miliwats (mW) quan és necessari.
- {\displaystyle dB_{u}}: El dBu expressa el nivell de senyal en decibels i referit a 0,775 volts. Els 0,775 són la tensió que aplicada a una impedància de 600 ohms, desenvolupa una potència d'1 mW. (la impedància de 600 ohms, és la que fa que el nivell del senyal endBm i en dBu coincideixin).

## Unitats logarítmiques i decibels

### Guany de potència
El guany de potència, en decibels (dB), es defineix de la següent manera:
{\displaystyle {\text{gain-db}}=10\log \left({\frac {V_{\text{out}}}{V_{\text{in}}}}\right)^{2}~{\text{dB}},}
on {\displaystyle P_{\text{in}}} és la potència aplicada a l'entrada, {\displaystyle P_{\text{out}}} és la potència de la sortida.
Es pot fer un càlcul similar utilitzant un logaritme natural en lloc d'un logaritme decimal, donant lloc a nepers en lloc de decibels:
{\displaystyle {\text{gain-np}}={\frac {1}{2}}\ln \left({\frac {P_{\text{out}}}{P_{\text{in}}}}\right)~{\text{Np}}.}

### Guany de tensió
El guany de potència es pot calcular utilitzant tensió en lloc de potència utilitzant la primera llei de Joule {\displaystyle P=V^{2}/R} ; la fórmula és:
{\displaystyle {\text{gain-db}}=10\log {\frac {\frac {V_{\text{out}}^{2}}{R_{\text{out}}}}{\frac {V_{\text{in}}^{2}}{R_{\text{in}}}}}~\mathrm {dB} .}
En molts casos, la impedància d'entrada {\displaystyle R_{\text{in}}} i impedància de sortida {\displaystyle R_{\text{out}}} són iguals, de manera que l'equació anterior es pot simplificar a:
{\displaystyle {\text{gain-db}}=20\log \left({\frac {V_{\text{out}}}{V_{\text{in}}}}\right)~{\text{dB}}.}
{\displaystyle {\text{gain-db}}=10\log {\left({\frac {I_{\text{out}}^{2}R_{\text{out}}}{I_{\text{in}}^{2}R_{\text{in}}}}\right)}~{\text{dB}}.}
Aquesta fórmula simplificada, la regla dels 20 decibels, s'utilitza per calcular un guany de tensió en decibels i és equivalent a un guany de potència si i només si les impedàncies a l'entrada i la sortida són iguals.

### Guany actual
De la mateixa manera, quan es calcula el guany de potència utilitzant corrent en comptes de potència, es fa la substitució {\displaystyle P=I^{2}R}, la fórmula és:
{\displaystyle {\text{gain-db}}=10\log \left({\frac {I_{\text{out}}}{I_{\text{in}}}}\right)^{2}~{\text{dB}},}
En molts casos, les impedàncies d'entrada i de sortida són iguals, de manera que l'equació anterior es pot simplificar a:
{\displaystyle {\text{gain-db}}=20\log \left({\frac {I_{\text{out}}}{I_{\text{in}}}}\right)~{\text{dB}}.}
{\displaystyle {\text{gain-db}}=G_{\text{dB}}=10\log G_{\text{W/W}}=10\log 100=10\times 2=20~{\text{dB}}.}
Aquesta fórmula simplificada s'utilitza per calcular un guany de corrent en decibels i és equivalent al guany de potència si i només si les impedàncies a l'entrada i la sortida són iguals.
El "guany de corrent" d'un transistor bipolar, {\displaystyle h_{\text{FE}}} o {\displaystyle h_{\text{fe}}}, es dona normalment com un nombre adimensional, la relació de {\displaystyle I_{\text{c}}} a {\displaystyle I_{\text{b}}} (o pendent de la {\displaystyle I_{\text{c}}} -contra- {\displaystyle I_{\text{b}}} gràfic, per {\displaystyle h_{\text{fe}}}).
En els casos anteriors, el guany serà una quantitat adimensional, ja que és la proporció d'unitats semblants (els decibels no s'utilitzen com a unitats, sinó com un mètode per indicar una relació logarítmica). En l'exemple del transistor bipolar, és la relació entre el corrent de sortida i el corrent d'entrada, tots dos mesurats en amperes. En el cas d'altres dispositius, el guany tindrà un valor en unitats SI. Aquest és el cas de l'⁣amplificador de transconductància operacional, que té un guany de bucle obert (transconductància) a Siemens (mhos), perquè el guany és una relació entre el corrent de sortida i la tensió d'entrada.

### Exemple
P. Un amplificador té una impedància d'entrada de 50 ohms i condueix una càrrega de 50 ohms. Quan la seva entrada ({\displaystyle V_{\text{in}}} ) és 1 volt, la seva sortida ({\displaystyle V_{\text{out}}} ) és de 10 volts. Quin és el seu guany de tensió i potència?
A. El guany de tensió és simplement:
{\displaystyle {\text{gain}}={\frac {V_{\text{out}}}{V_{\text{in}}}}={\frac {10}{1}}=10~{\text{V/V}}.}
Les unitats V/V són opcionals, però deixen clar que aquesta xifra és un guany de tensió i no un guany de potència. Utilitzant l'expressió de potència, P = V 2 / R, el guany de potència és:
{\displaystyle {\text{gain}}={\frac {V_{\text{out}}^{2}/50}{V_{\text{in}}^{2}/50}}={\frac {V_{\text{out}}^{2}}{V_{\text{in}}^{2}}}={\frac {10^{2}}{1^{2}}}=100~{\text{W/W}}.}
De nou, les unitats W/W són opcionals. El guany de potència s'expressa més habitualment en decibels, així:
{\displaystyle {\text{gain-db}}=10\log _{10}\left({\frac {P_{\text{out}}}{P_{\text{in}}}}\right)~{\text{dB}},}

### Unitat de guany
Un guany de factor 1 (equivalent a 0 dB) on tant l'entrada com la sortida estan al mateix nivell de tensió i la impedància també es coneix com a guany unitari.